# Mary Parke
 Mary Winifred Parke (23 de marzo de 1908 - 17 de julio de 1989) fue una botánica marina británica y miembro de la Royal Society (1972) especializada en Ficología, el estudio de las algas.

## Trabajo científico
Mary Parke contribuyó al estudio de las algas marinas y publicó numerosos artículos sobre el tema. Su trabajo pionero sobre el cultivo de algas en el laboratorio puede considerarse su contribución más significativa. Descubrió que el flagelado Isochrysis galbana era ideal para alimentar a las larvas de ostras; Los cultivos de esta especie se utilizan para la piscicultura y en laboratorios de investigación en todo el mundo. La mayoría de los investigadores y piscicultores que buscaban alimento para alimentar animales marinos como larvas de cangrejo o filtradores como los músculos buscaron a Parke para que le orientara sobre las algas más adecuadas y su subcultivo durante su carrera. Parke también era conocida por sus hermosos y precisos dibujos de algas utilizando el microscopio óptico, y sus representaciones de estructuras de algas utilizando el microscopio electrónico establecieron un nuevo estándar en este campo.

## Biografía y afiliaciones profesionales.
Parke nació en Bootle, Liverpool, Inglaterra, el 23 de marzo de 1908. Recibió la Beca Isaac Roberts en Biología mientras estudiaba Botánica en la universidad de Liverpool. Se graduó en 1929 y obtuvo su doctorado en 1932, seguido de un doctorado en ciencias en 1950. La primera publicación de Parke, Manx Algae (1931), fue escrita con su supervisora de doctorado, Margery Knight y se convirtió en una obra de referencia estándar sobre algas. Mientras estuvo en la estación biológica de Port Erin, Parke realizó una investigación sobre la cría comercial y la alimentación de larvas de ostras. Esta investigación condujo a la descripción de microorganismos no descritos previamente como Isochrysis galbana. 
Desde la década de 1940, Parke dirigió el desarrollo de la Colección de cultivos de algas marinas de Plymouth y publicó por primera vez la Lista de verificación de algas marinas en 1953.  Después de la guerra, Parke volvió a su trabajo sobre el Plancton y publicó artículos fundamentales sobre sistemática de flagelados, muchos de ellos en colaboración con la profesora Irene Manton de la Universidad de Leeds. En 1952, Parke fue miembro fundador de la Sociedad Británica de Ficología, editó The British Phycological Bulletin (1967-1967) y fue presidente de la Sociedad de 1959 a 1960. Parke recibió honores internacionales, incluida la Membresía Correspondiente de la Real Sociedad Botánica de los Países Bajos (1970), la Membresía de la Academia Noruega de Ciencias y Letras (1971) y la Beca de la Royal Society (1972). Además, fue miembro del Instituto de Biología y de la Sociedad Linneana y recibió el título de Doctor honorario en Ciencias de la Universidad de Liverpool en 1986.Parke se jubiló en 1973 y murió en Plymouth en 1989 tras una breve enfermedad. 

## Archivo
El archivo de artículos personales y científicos de Parke se encuentra en la Biblioteca Nacional de Biología Marina de la Asociación de Biología Marina en Plymouth. 

## Publicaciones
- Parke, M. 1953. A preliminary check-list of British marine algae. J. mar. biol. Ass. U.K. 32: 497 – 520.
- Parke, M. 1956. A preliminary check-list of British marine algae. Corrections and additions 1953 – 1955. Phycol Bull. I: no.4 26–31.
- Parke, M. 1957. A preliminary check-list of British marine algae. Corrections and additions. II Phycol Bull. I: no.5, 36 – 37.
- Parke, M. 1959. A preliminary check-list of British marine algae. Corrections and additions. III Phycol Bull. I: no.7, 74 – 78.
- Parke, M. 1961a. Some remarks concerning the class Chrysophyceae. Br. phycol. Bull. II: 47 – 55.
- Parke, M.1961b. Electron microscope observations on scale-bearing Chrysophyceae. Recent Advances in Botany, Section 3, pp. 226–9. University of Toronto Press.
- Parke, M. 1961c. Stages in life-histories of coccolithophorids. Rep. Challenger Soc., 3,No. XIII, p. 30.
- Parke, M. 1966. The genus Pachyspharea (Prasinophyceae).In Some Studies in Marine Science, pp. 555–63. Ed. H. Barnes. London.
- Parke, M. & Adams, I., 1960. The motile (Crystallolithus hyalinus Gaarder & Markali) and non-motile phases in the life history of Coccolithus pelagicus (Wallich) Schiller. J. mar. biol.Ass. UK, Vol. 39, pp. 263–74.
- Parke, M. & Adams,I., 1961. The Pyramimonas-like motile stage Halosphaera viridis Schmitz. Bull. Res. Coun. Israel, Vol. 10D, pp. 94 – 100.
- Parke, M, & Ballantine, D., 1967. A new marine dinoflagellate: Exuviaella mariaelebouriae n.sp. J. mar. biol. Ass. U.K., Vol.36. pp. 643 – 50.
- Parke, M. & Dixon, P.S. 1964. A revised check-list of British, marine algae. J. mar. biol. Ass. UK., Vol.44, pp. 499–542.
- Parke, M. & Dixon, P.S. 1968. Check-list of British marine algae – second revision. Journal of Marine Biological Association United Kingdom 48: pp. 783 – 832.
- Parke, M. & Hartog-Adams, I. den, 1965. Three species of Halosphaera. J. mar. biol. Ass. U.K. Vol.45: 537–57.
- Parke, M., Lunde, J.W.G. & Manton, I., 1962. Observations on the biology and fine structure of the type species of Chrysochromulina (C. parva Lackey) in the English Lake District. Arch. Mikrobiol., Bd. 42, pp. 333–52.